# A Dios le Pido
A Dios le Pido is een nummer van de Colombiaanse zanger Juanes. Hij schreef het nummer zelf en samen met Gustavo Santaolalla nam hij de productie voor zijn rekening. Het werd in juni 2002 uitgebracht als leadsingle van het album Un Día Normal.

## Achtergrond
In het begin van de 21e eeuw gingen veel Latin-artiesten meer muziek uitbrengen in het Engels, om te profiteren van de populariteit van het genre. Juanes besloot echter dat hij in het Spaans zou blijven zingen, om zo zijn boodschap beter te kunnen overbrengen. Juanes gebruikt het nummer om zich te richten tot een hogere kracht. Hij vraagt om bescherming voor meer dan alleen zichzelf, maar ook voor zijn land, zijn familie, zijn vrienden en zijn kinderen.

## Hitnoteringen en prijzen
A Dios le Pido kwam in Hongarije op de eerste plek van de hitlijst terecht. In Roemenië, Spanje en Zwitserland wist het eveneens een plek bij de bovenste tien te behalen. In de Nederlandse Top 40 stond het nummer veertien weken genoteerd, met een achttiende plek als hoogste positie.
Tijdens de derde editie van de Latin Grammy Awards van 2002 werd Juanes met A Dios le Pido genomineerd voor Song of the Year, Best Rock Song en Best Music Video. Van de drie nominaties werd alleen de tweede verzilverd. Dit was zijn tweede overwinning op rij in die categorie en het jaar erop zou hij ook de derde achtereen winnen.

### Nederlandse Top 40
| Hitnotering: 14-06-2003 t/m 13-09-2003 | Hitnotering: 14-06-2003 t/m 13-09-2003 | Hitnotering: 14-06-2003 t/m 13-09-2003 | Hitnotering: 14-06-2003 t/m 13-09-2003 | Hitnotering: 14-06-2003 t/m 13-09-2003 | Hitnotering: 14-06-2003 t/m 13-09-2003 | Hitnotering: 14-06-2003 t/m 13-09-2003 | Hitnotering: 14-06-2003 t/m 13-09-2003 | Hitnotering: 14-06-2003 t/m 13-09-2003 | Hitnotering: 14-06-2003 t/m 13-09-2003 | Hitnotering: 14-06-2003 t/m 13-09-2003 | Hitnotering: 14-06-2003 t/m 13-09-2003 | Hitnotering: 14-06-2003 t/m 13-09-2003 | Hitnotering: 14-06-2003 t/m 13-09-2003 | Hitnotering: 14-06-2003 t/m 13-09-2003 | Hitnotering: 14-06-2003 t/m 13-09-2003 |
| Week:                                  | 1                                      | 2                                      | 3                                      | 4                                      | 5                                      | 6                                      | 7                                      | 8                                      | 9                                      | 10                                     | 11                                     | 12                                     | 13                                     | 14                                     |                                        |
| -------------------------------------- | -------------------------------------- | -------------------------------------- | -------------------------------------- | -------------------------------------- | -------------------------------------- | -------------------------------------- | -------------------------------------- | -------------------------------------- | -------------------------------------- | -------------------------------------- | -------------------------------------- | -------------------------------------- | -------------------------------------- | -------------------------------------- | -------------------------------------- |
| Positie:                               | 39                                     | 36                                     | 34                                     | 31                                     | 25                                     | 20                                     | 18                                     | 20                                     | 20                                     | 21                                     | 27                                     | 25                                     | 22                                     | 31                                     | uit                                    |